# Kenny McIntosh
Kennedy McIntosh, detto Kenny (Detroit, 21 gennaio 1949 – Los Angeles, 6 marzo 2009), è stato un cestista statunitense, professionista nella NBA.

## Carriera
Venne selezionato dai Chicago Bulls al primo giro del Draft NBA 1971 (15ª scelta assoluta).